# コンゴツメガエル属
コンゴツメガエル属は、ピパ科に属するカエルの属の1つ。この属の基準種（分類体系上である属を認識するための基準となる種）はコンゴツメガエルである。

## 分布
熱帯アフリカのナイジェリア、ガボンからコンゴ、生物地理区ではエチオピア区に分布する。

## 形態
- 成体

小型種のグループで体長は4cm程であり、体は扁平で、頭部はとがっている。眼は他のピパ類と同様に小さいが、それほど高い位置にはつかない。また、側線系は有していない。前後肢ともに水かきをもち、第1趾から第3趾まではその趾先に爪を有す。雄の前肢の後ろ（脇部）には黄色い隆起（後胸腺）が存在する。体色は背側が灰褐色で腹部は白色である。
- 幼生（オタマジャクシ）

幼生はずんぐりとした形で、口器は上方に向いている。透明で臓器が透けて見える。
その他の特徴はピパ科を参照。

## 生態
完全水生で呼吸するときのみ浮上してくる。嗅覚に優れており、視覚の他にも嗅覚と餌への接触とによって摂食行動をとる。抱接の際に雄は雌の腰部を抱く。産卵はアクロバット様式で行われ、産卵された卵は水面にバラバラに浮く。幼生は濾過摂食型であるが、肉食である。

## 系統関係
他属との系統関係は未だに明確ではない。ツメガエル属と近縁であるとする考えもあれば、ピパ科に含まれる5つの属の中では最初に分岐し、その系統関係はむしろピパ属に近いという結論を提示している研究 (Frost et al, 2006) も存在する。またコンゴツメガエル属内の系統関係も未だに不明確である。